# 大韓航空6316便墜落事故
大韓航空6316便墜落事故は、1999年4月15日に中華人民共和国・上海市から大韓民国・ソウル特別市に向かっていた大韓航空貨物6316便（KAL6316、KE6316、マクドネル・ダグラス MD-11F）が、上海虹橋国際空港から離陸した直後に墜落し、乗員3人全員と地上の5人が死亡した事故である。

## 事故機

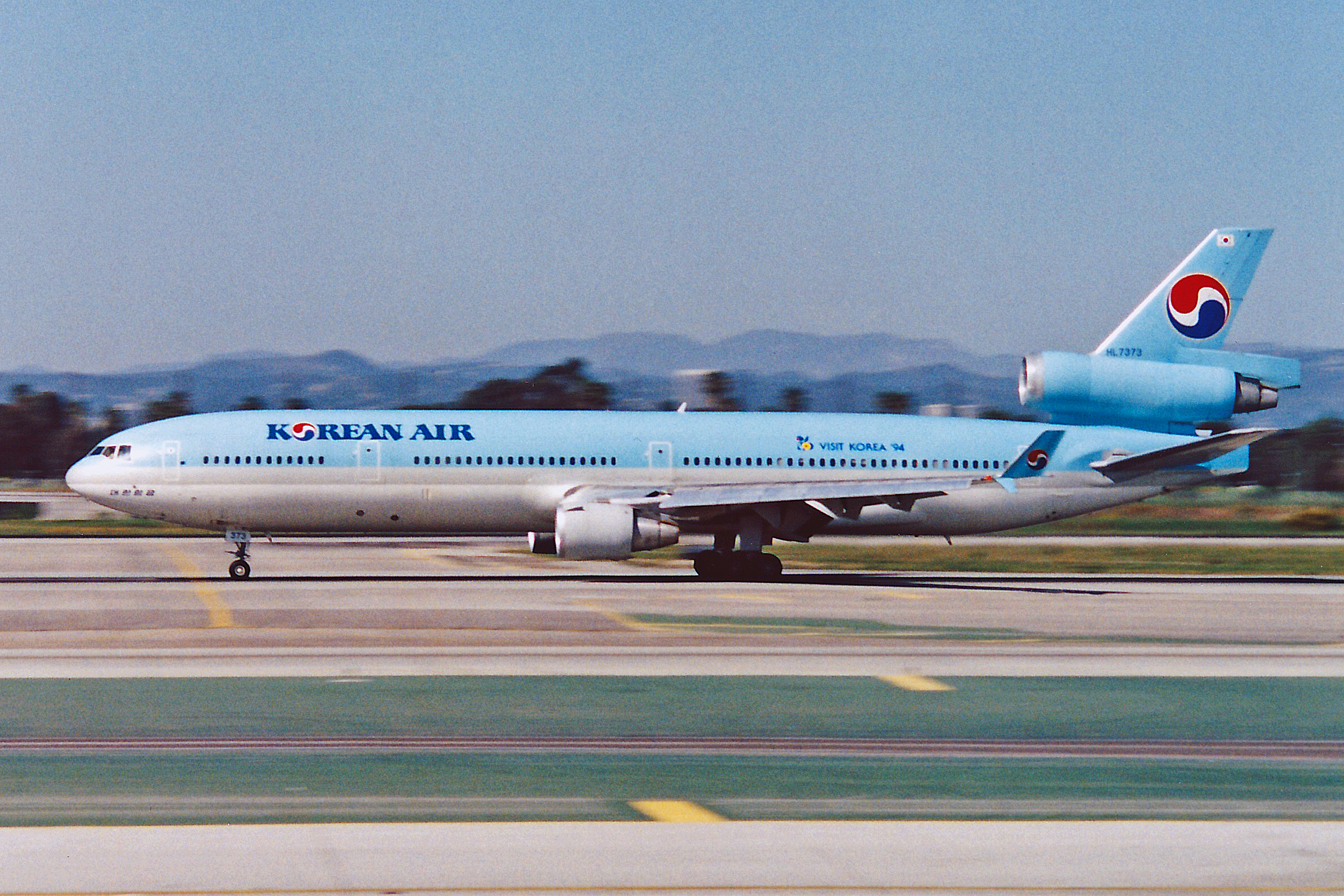
旅客機時代の事故機

事故機はプラット・アンド・ホイットニー PW4000エンジンを3基搭載したマクドネル・ダグラス MD-11Fでシリアルナンバー48409、登録番号HL7373であった。1992年2月に旅客型のMD-11として製造され、1992年3月24日に大韓航空に納入された。1996年に貨物型のMD-11Fへの改修工事を行った。

## 事故の経緯
6316便は86 tの貨物を乗せて、午後4時頃に上海虹橋空港から離陸した。54歳の機長と35歳の副操縦士と48歳の航空機関士が乗務していた。離陸後、副操縦士は管制に連絡し1,500メートル (4,900 ft)に上昇する許可を得た(「コリアンエア6316、左旋回でノーベンバー・ホテル・ウィスキーに直行。1,500 mを維持せよ。」"Korean Air six three one six now turn left direct to November Hotel Whiskey climb and maintain one thousand five hundred meters." )。
※航空業界では高度の単位にはフィートが使用されるが、中国やロシアではメートルが使用されている。
6316便が4,500フィート (1,400 m)に上昇すると、副操縦士は「機長に許可されたのは1,500フィート (460 m)であり、4,500 ftでは3,000フィート (910 m)も高すぎる」と話し、そのため機長は操縦桿を急激に押し下げた。機体は毎分34,000フィート (10,000 m)以上の速度で降下し、急降下から回復できず、午後4時4分に虹橋空港の南西10 kmにある莘庄の工業地帯に墜落した。機体は爆発・炎上し3人の乗員と地上の5人が死亡した。墜落の衝撃は近くの地震観測所により記録され、マグニチュード1.6ほどの衝撃だったことが分かった。

## 事故原因
1999年4月27日、一次調査で、墜落前に爆発や操縦系統の故障はなかったことが明らかになった。2001年6月、中国民用航空局が行った調査によると、副操縦士が高度1,500メートルを1,500フィートと混同し、高度が高すぎると機長へ伝えたために機長が誤って急降下したと結論付けた。